# Čchollima
Čchollima (čínsky v českém přepisu čchien-li-ma, pchin-jinem qiānlǐmǎ, znaky zjednodušené 千里马, tradiční 千里馬, korejsky 천리마, anglická transkripce: Chollima) je mytický okřídlený kůň, který pochází ze staré čínské literatury, a jeho zobrazení se ve východoasijských kulturách vyskytuje poměrně často. Dle legendy je tento kůň příliš rychlý a vznešený na to, aby ho mohl osedlat obyčejný smrtelník.
V Severní Koreji byla podle tohoto koně pojmenována obdoba stachanovského hnutí – hnutí Čchollima.